# کیوی (چارچوب)
کیوی یک کتابخانهٔ آزاد و متن باز از زبان برنامه‌نویسی پایتون است که برای توسعهٔ نرم‌افزارهای چند لمسی با رابط کاربری زیبا توزیع شده است. کیوی می‌تواند روی لینوکس، مک، ویندوز، اندروید، آی‌اواس و Raspberry Pi اجرا شود. کیوی تحت MIT license ارائه شده، رایگان و کد باز است.
کیوی فریمورک اصلی توسعه داده شده توسط بنیاد کیوی است، در کنار پایتون برای اندروید، کیوی آی‌اواس، و کتابخانه‌های بسیار دیگری که برای استفادهٔ کراس پلتفورم ساخته شدند. در سال ۲۰۱۲ میلادی، کیوی ۵۰۰۰ دلار از بنیاد پایتون دریافت کرد برای انتقال به نسخه ۳ پایتون. کیوی همچنین از رزبری پای (Raspberry pi) نیز پشتیبانی می‌کند.
فریم کاری شامل تمام امکانات برای ساخت این گونه نرم‌افزارها است:
- پشتیبانی کامل از ورودی‌های موس، کیبورد و ورودی‌های لمسی مخصوص سیستم عامل
- کتابخانهٔ گرافیک فقط شامل اوپن جی ال
- ابزارک‌های گرافیکی بسیار گسترده که از تکنولوژی چند لمسی پشتیبانی می‌کنند
- زبان برنامه‌نویسی اختصاصی Kv[۵] که برای راحتی در توسعهٔ محیط کاربری طراحی شده‌است

کیوی ارتقا یافتهٔ PyMT project است و برای پروژه‌های جدید پیشنهاد می‌شود.

## نمونه کد

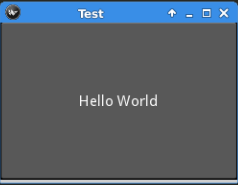
نمونه کد «سلام دنیا» نوشته شده در پایتون، به وسیلهٔ کتابخانهٔ کیوی.

یک نمونه کد برنامه «سلام دنیا» فقط با یک دکمه:
```
from
 
kivy.app
 
import
 
App

from
 
kivy.uix.button
 
import
 
Button

class
 
TestApp
(
App
):

    
def
 
build
(
self
):

        
return
 
Button
(
text
=
'Hello World'
)

TestApp
()
.
run
()

```

## زبان Kv
زبان کی‌وی (Kv) یک زبان مرتبط با محیط کاربری است. مانند کیو-ام-ال، به راحتی می‌توان تمام رابط کاربری را در آن ایجاد کرد. برای مثال برای ساختن یک پنجره که شامل یک مرورگر فایل و کلید لغو/تایید باشد، می‌توان ابزارک اصلی را در پایتون ساخت و محیط کاربری را در Kv برنامه‌نویسی کرد.
در فایل main.py:
```
class
 
LoadDialog
(
FloatLayout
):

    
def
 
load
(
self
,
 
filename
):
 
pass

    
def
 
cancel
(
self
):
 
pass

```

و در فایل Kv که همنام با کلاس اصلی فایل main.py و با پسوند *.kv نوشته می‌شود:
```
#: kivy 1.4.0

<
LoadDialog
>
:

    
BoxLayout
:

        
size
:
 
root
.
size

        
pos
:
 
root
.
pos

        
orientation
:
 
"vertical"

        
FileChooserListView
:

            
id
:
 
filechooser

        
BoxLayout
:

            
size_hint_y
:
 
None

            
height
:
 
30

            
Button
:

                
text
:
 
"Cancel"

                
on_release
:
 
root
.
cancel
()

            
Button
:

                
text
:
 
"Load"

                
on_release
:
 
root
.
load
(
filechooser
.
path
,
 
filechooser
.
selection
)

```